# Frickson Erazo
Frickson Rafael Erazo (Esmeraldas, 5 mei 1988) is een Ecuadoraanse profvoetballer.

## Clubcarrière
Erazo, bijgenaamd El Elegante, is een verdediger en begon zijn profcarrière bij El Nacional waar hij van 2005 tot 2011 onder contract stond. Hij begon daar in de jeugdafdeling. In 2012  vertrok hij naar Barcelona SC, waar hij in totaal 72 duels (twee doelpunten) speelde. In januari 2014 vertrok hij naar CR Flamengo.

## Interlandcarrière
Onder leiding van de Colombiaanse bondscoach Reinaldo Rueda speelde Erazo zijn eerste interland voor Ecuador op 21 april 2011 in de vriendschappelijke wedstrijd tegen Argentinië (2-2). Hij nam datzelfde jaar met zijn vaderland deel aan de strijd om de Copa América.

## Erelijst
El Nacional
- Campeonato Ecuatoriano

2006
 Barcelona SC
- Campeonato Ecuatoriano

2012